# Caribous de Seine-et-Marne
Pour les articles homonymes, voir Caribou (homonymie).
Les Caribous de Seine-et-Marne sont un club de hockey sur glace situé à Dammarie-les-Lys, dans le département de Seine-et-Marne et plus précisément dans l’agglomération de Melun.

## Historique
Les Caribous sont les héritiers du Lys Hockey Club. Depuis la saison 2011-2012, le club engage une équipe senior au quatrième niveau national appelé Division 3.

## Effectif
| No    | Nom                      | Nat. | Position       | Arrivée                               |
| ----- | ------------------------ | ---- | -------------- | ------------------------------------- |
| +001, | Thomas Collos            |      | Gardien de but | 2018 - Éléphants de Chambéry          |
| +021, | Vincent Vancayseele      |      | Gardien de but | 2017 - Jets d'Évry Viry II            |
| +039, | Maxime Joubert           |      | Gardien de but | Formé au club                         |
| +051, | Julien Roullier          |      | Gardien de but | 2018 - Jets d'Évry Viry               |
| +014, | Mehdi Belhassen          |      | Défenseur      | 2011 - Jets de Viry-Châtillon         |
| +016, | Mathis Costes            |      | Défenseur      | 2018 - Jets d'Évry Viry U20           |
| +025, | Yvan Kerneis             |      | Défenseur      | 2019 - Élans de Champigny             |
| +027, | Julien Boulet            |      | Défenseur      | 2017 - Jets d'Évry ViryII             |
| +037, | Anthony Terruella        |      | Défenseur      | 2017 - Comètes de Meudon              |
| +068, | Evan Terruella           |      | Défenseur      | 2018 - Jets d'Évry Viry U17           |
| +089, | Jordy Abbas              |      | Défenseur      | 2014 - Jets de Viry-Châtillon         |
| +003, | Florian Levillain        |      | Attaquant      | 2019 - Français volants de Paris      |
| +004, | Romain Bourgeois         |      | Attaquant      | Formé au club                         |
| +006, | Damien Rosello           |      | Attaquant      | Formé au club                         |
| +007, | Yann Guyot – C           |      | Attaquant      | 2015 - Tigres de l'ACBB               |
| +010, | Romain Danton            |      | Attaquant      | 2013 - Peaux-Rouges d'Évry            |
| +017, | Romain Lebrun            |      | Attaquant      | 2013 - Phénix de Reims                |
| +019, | Olivier Boulet           |      | Attaquant      | 2012 - Élans de Champigny             |
| +023, | Guillaume Dellazzeri – A |      | Attaquant      | 2011 - Jets de Viry-Châtillon Loisirs |
| +024, | Guillaume Barbier        |      | Attaquant      | Formé au club                         |
| +061, | Julien Blaugy            |      | Attaquant      | 2011 - Jets de Viry-Châtillon         |
| +079, | Bertrand Danton          |      | Attaquant      | 2011 - Jets de Viry-Châtillon         |
| +091, | Quentin Blanchôt – A     |      | Attaquant      | 2011 - Jets de Viry-Châtillon         |

## Logos

Logo du club
Autre logo